# 마드리드 콤플루텐세 대학교
마드리드 콤플루텐세 대학교(스페인어: Universidad Complutense de Madrid, UCM) 혹은 마드리드 국립대학교는 스페인 마드리드에 있는 대학이며, 세계에서 가장 오래된 대학 중의 하나이다. 재학생은 86,000명으로, 재학생 수의 규모로는 비원격 교육 유럽 대학교에서 세 번째로 많으며, 폼페우 파브라 대학교(22년 기준 1위), 바르셀로나 대학교,  마드리드 자치대학교, 바르셀로나 자치대학교와 함께 지속적으로 스페인 대학교 순위 5순위 안에 든다. 마드리드의 시내에서 가까운 시우다드 우니베르시타리아(Ciudad Universitaria)에 위치해 있으며 (지하철 6호선), 소모스아구아스지역에도 위치해있다.
마드리드 콤플루텐세 대학교는 스페인 최고 명문 대학 중 하나로,노벨상 수상자를 7명이나 배출하였으며 특히 언어학 및 문학, 약학, 철학 등으로 유명하다.

## 캠퍼스 구성

### 학부
- 예술학부 Facultad de Bellas Artes
- 생물학부 Facultad de Ciencias Biológicas
- 문헌학부 Facultad de Ciencias de la Documentación
- 정보학부 Facultad de Ciencias de la Información
- 경제경영학부 Facultad de Ciencias Económicas y Empresariales
- 물리학부 Facultad de Ciencias Físicas
- 지질학부 Facultad de Ciencias Geológicas
- 수학학부 Facultad de Ciencias Matemáticas
- 정치사회학부 Facultad de Ciencias Políticas y Sociología
- 화학학부 Facultad de Ciencias Químicas
- 무역관광학부 Facultad de Comercio y Turismo
- 법학학부 Facultad de Derecho
- 교육학부 - 교직양성부 Facultad de Educación – Centro de Formación del Profesorado.
- 약학학부 Facultad de Farmacia
- 언어학부 Facultad de Filología
- 철학학부 Facultad de Filosofía
- 지리역사학부 Facultad de Geografía e Historia
- 정보처리학부 Facultad de Informática
- 의학학부 Facultad de Medicina
- 치과학부 Facultad de Odontología
- 심리학부 Facultad de Psicología
- 수의학학부 Facultad de Veterinaria

### 대학
- 간호, 물리요법, 발병학 대학 Escuela Universitaria de Enfermería, Fisioterapia y Podología
- 통계 대학 Escuela Universitaria de Estadística
- 경영 대학 Escuela Universitaria de Estudios Empresariales
- 광학 대학 Escuela Universitaria de Óptica
- 사회복지 대학 Escuela Universitaria de Trabajo Social

### 지정기관
- 펠리페 2세 고등기관 Centro de Estudios Superiores Felipe II